# Adam Gajewski (sędzia)
Adam Gajewski (ur. 17 czerwca 1909 w Lublinie, zm. 5 kwietnia 1972 w Gdańsku) – major Ludowego Wojska Polskiego, jako sędzia wydał wyroki śmierci na żołnierzy polskiego podziemia niepodległościowego.

## Życiorys
Po ukończeniu w 1927 państwowego gimnazjum w Lublinie do 1928 studiował w Akademii Medycyny Weterynaryjnej w Lublinie, a do 1932 prawo na KUL i do 1939 był aplikantem adwokackim w Dubnie i Lublinie. W 1935 mianowany podporucznikiem rezerwy WP. 10 października 1944 wstąpił ochotniczo do WP, 9 listopada 1944 został sędzią Wojskowego Sądu Garnizonowego w Lublinie, a 22 lutego 1945 sędzią Wojskowego Sądu Okręgowego w Lublinie. 16 sierpnia 1945 przeniesiony do Gdyni na sędziego Wojskowego Sądu Marynarskiego, od 19 lutego 1946 do 12 sierpnia 1947 zastępca szefa Wojskowego Sądu Rejonowego w Gdańsku. Następnie zastępca szefa WSR w Białymstoku do 31 października 1947, kiedy został zdemobilizowany. Później był radcą prawnym Dyrekcji Budowy Osiedli Robotniczych w Gdańsku. Odznaczony Srebrnym Krzyżem Zasługi (1946).

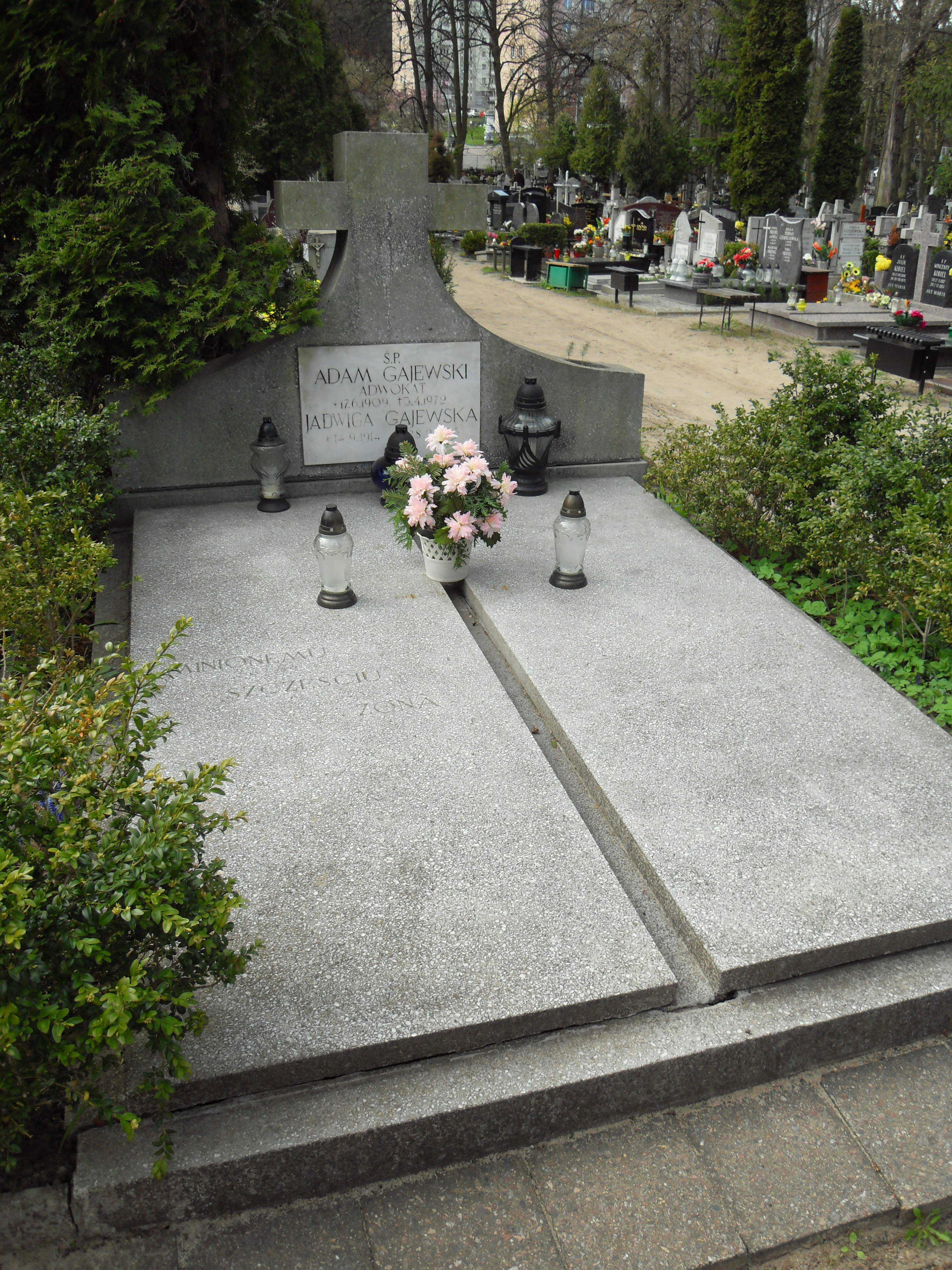
Grób na gdańskim cmentarzu Oliwskim

Jako sędzia WSO w Lublinie wydał 9 kwietnia 1945 wyroki śmierci na 11 żołnierzy Polskiego Państwa Podziemnego - m.in. na dwóch cichociemnych, Mieczysława Szczepańskiego i Czesława Rossińskiego - pod zarzutem przygotowywania zamachu na przewodniczącego KRN Bolesława Bieruta; wyroki te wykonano 12 kwietnia 1945.
Jako sędzia WSR w Gdańsku 11 lipca 1946 wydał wyrok śmierci na dowódcę patrolu dywersyjnego 5 Brygady Wileńskiej AK ppor. Feliksa Selmanowicza "Zagończyka", następnie 3 sierpnia skazał na śmierć łączniczkę i sanitariuszkę tej brygady, Danutę Siedzikównę "Inkę"; oboje skazani zostali straceni 28 sierpnia 1946.
30 sierpnia 1946 skazał na dożywotnie więzienie dokera Nowego Portu w Gdańsku Władysława Miasojedowa oskarżonego o dopuszczenie się gwałtownego zamachu na trzech funkcjonariuszy WUBP w Gdańsku, w tym Karola Gronkiewicza, który poniósł wówczas śmierć (na ponownej rozprawie 8 marca 1947 WSR w Gdańsku skazał Miasojedowa na karę śmierci, jednak na mocy amnestii wyrok zamieniono na 15 lat więzienia); spośród pozostałych sądzonych dokerów Stefan Mencel został skazany przez mjra Gajewskiego na 15 lat więzienia, a Henryk Wysocki i Jan Znamierowski na 10 lat.
Pochowany na cmentarzu Oliwskim w Gdańsku.